# 中村勝広
中村 勝広（なかむら かつひろ、1949年6月6日 - 2015年9月23日）は、千葉県山武郡九十九里町出身のプロ野球選手（内野手）・監督、野球解説者、野球評論家。愛称は「カツ」「カッちゃん」。2012年9月5日より、プロ野球阪神タイガースの取締役ゼネラルマネージャー（GM）を務めていた。

## 経歴

### プロ入りまで
成東高校では遊撃手、三番打者として1967年夏の甲子園県予選を勝ち抜き、東関東大会準決勝に進出するが、竜ヶ崎一高に敗退。1年下のチームメートには加瀬茂樹、藤田康夫の両投手がいた。
早稲田大学教育学部体育専修へ進学。東京六大学野球リーグでは、谷沢健一、荒川堯らのいた1968年秋季リーグで優勝を経験したが、自身の活躍の機会はなかった。その後は優勝から遠ざかるが、3年生の1970年には一塁手のレギュラーとして活躍。翌1971年は二塁手に回り、同年秋季リーグでベストナインに選出されている。早大では主将を務め、プロ入り当時から将来の指導者として嘱望されていた。リーグ通算52試合出場、172打数51安打、4本塁打、33打点、打率.297。大学同期には内野手の望月博、金子勝美、田中伸樹がいる。

### 現役時代
1971年のドラフト2位で阪神タイガースに入団。
1972年はオープン戦で活躍し、ドラフト1位の山本和行、3位の望月充の活躍と合わせて「久々のルーキー豊作年」といわれた。開幕戦から二塁手、一番打者に抜擢され、野田征稔、安藤統夫とレギュラーを争う。オールスターゲームにもファン投票で選出され、初出場を果たした。
1974年には二塁手に定着。
1975年には全試合に出場、初めて規定打席（14位、打率.280）に達し、自己最多の16本塁打を放つ。出塁率は、王貞治、田淵幸一、山本浩二に次ぐ4位であった。
1978年までレギュラーの座を確保、堅実な守備で1970年代後半のチームを支えた。また、1978年に残したシーズン守備率.995は当時の二塁手の日本記録である。
1979年には定位置を榊原良行に譲り、一塁手としても起用されるが、出場機会は大きく減少する。
1982年限りで現役引退。

### 現役引退後
阪神とオリックス（ブルーウェーブ→バファローズ）の両球団で、現場やフロントの要職を歴任。両球団を離れている間には、3期（1989年、1996年 - 2003年、2010年 - 2012年）にわたって、毎日放送野球解説者・スポーツニッポン野球評論家として活動していた。
2001年からは一時、プロ野球マスターズリーグの大阪ロマンズに参加。

#### 監督・コーチとしての活動

##### 阪神の二軍監督・一軍コーチ時代
現役引退翌年の1983年から1987年まで、二軍監督を歴任。
1986年には、チームをウエスタン・リーグ優勝に導いた。
1988年に一軍作戦守備・走塁コーチへ異動。途中からヘッドコーチに準ずる役割を担ったが、チームが最下位に終わったため、シーズン終了後に退団した。

##### 阪神の一軍監督時代
1990年に一軍監督として阪神へ復帰したものの、チームは1991年まで2年連続でセントラル・リーグの最下位に終わった。同じ監督の指揮による2年連続の最下位は球団史上初めてだったが、結局は5シーズン余りにわたって監督を務めた。
阪神甲子園球場からラッキーゾーンが撤廃された1992年には、撤廃に伴うフェアグラウンドの拡張を踏まえて、守備重視のチーム作りに着手。レギュラーに抜擢した亀山努・新庄剛志・山田勝彦・久慈照嘉などの活躍を追い風に、ヤクルトスワローズとの間で、シーズン終盤まで熾烈な優勝争いを繰り広げた。実際には僅差の2位でシーズンを終えたものの、1980年代後半以降の低迷で肩身が狭まっていた阪神ファンを大いに沸かせた。
もっとも、監督1年目から先発陣の一角を担っていた野田浩司がブルーウェーブへ移籍した1993年から投手陣が崩壊したほか、1992年の快進撃の一翼を担ったトーマス・オマリーが1994年限りで退団。レギュラー選手（岡田彰布など）の不振や故障が相次いだことに加えて、長打力不足を解消する目的で入団した選手（野田との交換トレードで移籍した松永浩美など）も総じて振るわず、チームはBクラスの常連に戻ってしまった。このような低迷が続くにつれて球団フロントとの信頼関係も薄れた結果、オマリーがヤクルトへ入団した1995年シーズン途中の7月23日に、球団から「途中休養」（事実上の解任）を通告。通告後は二軍監督の藤田平が監督代行として一軍を指揮したものの、成績は上向かず、中村もシーズン終了後に監督職を正式に辞任した。

##### オリックスの一軍監督時代
オリックス・バファローズ初代一軍監督の仰木彬が健康上の理由などから1年で監督職を勇退したことに伴って、2006年から仰木の後任監督として、阪神監督の退任以来11年振りに現場へ復帰。しかし、チームがシーズンを5位で終えた結果、1年で退任した。

#### 球団幹部としての活動

##### オリックス時代
オリックス・ブルーウェーブ時代の2003年シーズン終盤の9月30日付で、常務取締役ゼネラルマネジャー（GM）に就任。大阪近鉄バファローズの吸収合併を機に誕生したオリックス・バファローズでも、創設1年目の2005年までGMを務めた。
バファローズ一軍監督退任後の2007年に、球団本部のシニア・アドバイザー（SA）へ就任。
2008年から2009年までは、取締役球団本部長を務めた。

##### 阪神GM時代
2012年レギュラーシーズン中の8月に、古巣の阪神から、球団史上初めてGMへの就任を要請。この要請を受諾したことから、9月5日付でGMに就任した。
2013年には、現役時代のチームメイトで、1988年の引退以来阪神球団から遠ざかっていた掛布雅之の復帰に尽力。「GM付育成＆打撃コーディネーター」（略称：DC）というポストを新設したうえで、シーズン終了後に球団へ迎え入れた。
2015年6月に、GMとしての契約を更新。

### 阪神GMへの在任中に急逝
阪神GMへの就任後は、一軍の遠征へ随時帯同。2015年9月22日からの関東遠征にも、球団社長（当時）の南信男と共に、東京ドームで巨人とのナイトゲーム3連戦に臨むナインに同行していた。同日の第1戦には東京ドームへ姿を見せていたが、第2戦当日（9月23日）の正午頃に、東京都港区の宿泊先のホテルのベッドで心肺停止に陥っている姿を南やホテルのスタッフが発見、救急隊が部屋に到着したところ、死亡が確認された。死亡推定時刻は23日午前3時頃で、死因は当初、急性心不全とされていたが後に脳出血だったと発表、満66歳没（享年67）。
2015年9月30日に千葉市内で執り行われた葬儀・告別式には、掛布や南に加えて、GM補佐（当時）の嶌村聡、現役選手時代の監督だった吉田義男・中西太、一軍監督時代のベテラン選手だった岡田・木戸克彦、高校の後輩で現役時代に中日の投手として対戦していた鈴木孝政など、球界関係者を含む約250名が参列した。阪神球団でも、シーズン終了後の11月19日に、一般人も参列できる「お別れの会」を甲子園球場のグラウンド上で開催。ユニフォーム姿の首脳陣・選手、球団OB・他球団の代表など球界関係者約600名に加えて、一塁側スタンドにおよそ1,000名のファンが参列するなか、吉田が弔辞を読み上げた。

## 選手としての特徴
現役時代の中村は主に一番打者を務め、榊原良行ともに一・二番打者コンビとして売り出されたこともあった。1975年には一番打者として全試合出場を果たしている。長打力はそれほど高くは無かったが、打席では粘りを見せた。1975年にはシーズン初回先頭打者本塁打6の球団記録を樹立、1972年に阪急ブレーブスの福本豊が記録した当時の最多記録8に次ぐ数値だった。
堅実な守備にも定評があり、1975年6月4日の対ヤクルト戦では、1試合11補殺の当時の日本記録を残す。後に木下富雄、岡田彰布、小坂誠、田中浩康がタイ記録で並び、2013年9月18日には本多雄一が12補殺記録を残すが、現在もセントラル・リーグでは記録保持者である。

## 監督・GMとしての評価

### 阪神監督
1989年10月18日阪神監督に就任。長期政権となることを前提とした起用であり、堅実性を見込まれてのチームの立て直しを期待されていた。就任1年目の1990年は2年ぶりの最下位に終わり、同年オフに実行したトレードで獲得した実績豊かな選手達（ダイエーから西川佳明、藤本修二ら、ロッテから高橋慶彦）は翌1991年に期待に応える成績を全く残せず、2年連続の最下位に終わる。なお、ダイエーに移籍した大野久は盗塁王に輝き、池田親興もストッパーとして活躍した。
1992年には外野守備走塁コーチ三塁担当兼作戦コーチとして島野育夫が就任。バッテリーコーチは中村の打診で有田修三が就任。同年から甲子園のラッキーゾーンが撤去されたため、従来の打撃重視の戦術から、投手を中心とする守備重視の戦術に転換する。中村は新庄剛志の素質を早くから見抜き、この年の初スタメンで初本塁打を放って以降ほぼレギュラーとして起用した。この年はラッキーゾーン撤廃が功を奏し仲田幸司、湯舟敏郎、中込伸、野田浩司ら投手陣の活躍と、新庄、亀山努、山田勝彦等の若手の台頭で優勝争いの輪に入り、9月上旬にそれまで首位を走っていたヤクルトの9連敗、阪神の7連勝で一気に首位に躍り出た。しかし前半戦で活躍したストッパーの田村勤が酷使により故障で離脱した上、これまで快進撃を支えた若手が重圧で不振に陥ったため優勝を逃す。また、10月7日にヤクルトとの直接対決（対ヤクルト25回戦）で2点リードの9回1死一・二塁という場面にてヤクルト戦に相性のいい御子柴進や新人ながらチームトップの登板数を記録し安定感もあった弓長起浩がまだ控えていたにもかかわらず立ち上がりの悪い先発投手の湯舟を登板させて、逆転サヨナラ負けを喫した采配に非難が集まった。有田は「その時、監督にワシと大石さんで話しとるわけよ。『湯舟は気が強くないから、絶対、抑えで使わんで』って。そしたら、使った。フォアボール、フォアボールで押し出し。大石さんとふたりで『ほれ見い』って言ってね。でも、湯舟が悪いわけじゃないねん。厳しい場面ではダメなんやから、違うとこでちゃんと使わなあかんわけ。それを見定めるのが監督の仕事やん」と述べ、中村と大石の間に深い溝ができ、オフに大石は二軍に配置転換される。この年のオフに放出した藤本と金森栄治は、それぞれ西武、ヤクルトで復活を果たした。また、若手を積極的に起用する采配に対しても、ベテランの岡田彰布は自身の代打に亀山を起用したことに不満を抱いた。自身の大学の後輩であり、球団幹部候補生であった岡田に代打を送ることは当時は禁じ手とされていた。また、2位という順位にもかかわらず、後年に「チーム作りの方向性が見えていなかった」という指摘が出されている。
V逸に関しては「リーグ防御率1位の投手力と、リーグ得点最下位の打撃力」という極端なチーム構成、残り15試合を4勝11敗、うちビジター13試合で3勝10敗（うち5試合が神宮球場でのヤクルト戦）という日程の影響が大きく、1990年代の阪神は得点力不足と投手力とのバランスに苦慮することとなった。
1993年は貯金と借金が逆転し、63勝67敗の4位に終わる。得点力不足を解消するため、野田とのトレードでオリックスから松永浩美を獲得。をトレード当初の評価は「前年の4番手の投手で、走攻守に定評があるものの、言動からチーム内で評価が低下していた名三塁手を獲得できた」といったものだったが、野田は新天地で覚醒、最多勝（17勝5敗、防御率リーグ3位）を獲得しその後もオリックスのエースとして活躍。対して松永は開幕から6打席連続ヒットを打つなど華々しいデビューを飾ったが、3戦目で怪我のため早々に故障するなど80試合の出場に終わる。さらにファンからの強烈なバッシングや、球団からダウン提示を受けた事もあり、在籍1年でFA宣言しダイエーに移籍した。松永の加入により前年主に三塁手だったトーマス・オマリーが一塁へ、主に一塁だったジム・パチョレックが外野にコンバートされオマリーは打撃に集中できたこともあり阪神在籍最高の成績も挙げ首位打者も獲得したが、膝に爆弾を抱えてるパチョレックはコンバートにより膝を痛め成績は大幅に低下した。トレードの成果や打撃力重視の選手起用もあり得点力は相対的に4位に上昇したものの、前年の投手陣が揃って不調、チーム防御率は1点以上悪化（リーグ5位）した。
1994年は前半独走していた巨人が失速したこともあり、8月終了時点で全チームに優勝の可能性があった。阪神は9月14日終了時点で60勝58敗で3位につけていたが、翌日から残り12試合を7連敗を含んで2勝10敗と転げ落ち、最終的にヤクルトと同率の4位に甘んじる。新人の藪恵壹の活躍や、オリックスから移籍した古溝克之のストッパー定着などもありチーム防御率はリーグ2位に盛り返したが、打線はオマリーとFA移籍した石嶺和彦以外に得点源がなく、長打不足解消の為に獲得した年俸2億7000万円のロブ・ディアーは日本の野球に全く適応できない上に外野手故に優先順位で新庄と亀山の起用が併用になる等ちぐはぐな事になった。オフにはオマリーが打点の少なさを理由に解雇される。
1995年はFAで山沖之彦を獲得したが、一軍で登板することなく同年限りで引退した。一方、放出したオマリーはヤクルトで大活躍してリーグ優勝、さらには日本一にも大きく貢献し、同年のセ・リーグ、日本シリーズのMVPに輝いた。阪神は開幕から5連敗を喫するなどして、中日と5位を争う形になる。7月の球宴前のヤクルト・巨人・広島を迎えての甲子園9連戦が0勝8敗1中止、うち完封負けが6度という惨状の中、中村は7月23日にシーズン途中での休養を宣言した。
休養に先立って、自力優勝の可能性が消えた同年7月17日に、球団社長・三好一彦と緊急会談したオーナー・久万俊二郎が、記者団に対して「彼の采配はスカタンですな」と発言し、これが中村の辞意につながったとされる。
監督時代の中村に対するファンの反応は決してよいものとはいえず、負けが込むと試合中に「暗黒の使者 不要」というプラカードを掲げるファンが現れたりするなどした。それでも、2024年シーズンまでの阪神において、中途の休養や他の役職への変更を含まずに6シーズン連続で一軍を指揮した監督は中村しかいない。

### オリックスGM
中村は村松有人、菊地原毅らチームの中心となる選手の補強に成功し、成果を上げた。また、「夢や憧れだけでプロに入団させるわけにはいかない。本人のためにも、チームのためにもならない」として、2000年から続いていたいわゆる「契約金ゼロ枠」を廃止した（オリックス・バファローズ#契約金ゼロの新人選手参照）。
ドラフト会議では、金子千尋、平野佳寿、岸田護、岡田貴弘等、指名した選手が数年後にチームの軸となった。

### オリックス監督
2005年10月7日、翌2006年シーズンよりオリックス監督への就任が発表される。「関西らしく個性の強い集団に仕上げていきたい」と抱負を述べた。春季キャンプでセカンドの平野恵一をセンターに、サードを任されていた後藤光尊を二遊間にコンバートし、清原和博と中村紀洋の加入に備えた。「かつての巨人のようなチームが2つできた」とコメントするも、中村はキャンプ中に故障。シーズンに入っても清原、中村は故障でたびたび戦線離脱した。また、クリフ・ブランボーとカリーム・ガルシアが不調、新外国人のジェイソン・グラボースキーも結果を出せず、ミックスモダン打線と名づけられた強力打線の構想が瓦解した。
交流戦前後までは3位をキープしていたが、上記の選手や谷佳知など主力選手の不振・離脱、先発投手陣の不振、終盤の北川博敏の故障離脱など、チームが不調に陥った。また、「不調のベテランを起用し、好成績を残している若手を主軸で起用しない」などと阪神時代とは逆の批判を受けた。8月下旬、故障者の多さを理由に、宮内オーナーは一度は続投を匂わせたが、その後の対楽天3連戦で、パ・リーグチーム初の対楽天戦カード3連敗を受けて「予想以上に弱い」と発言、進退は白紙化される。9月下旬時点で、最下位楽天とのゲーム差が徐々に縮まり、最下位転落の可能性もある危機的状況に陥り、5位の座を死守したが、9月27日のシーズン最終戦後に成績不振の責任を取って監督辞任を発表した。

### オリックス球団幹部
2007年に監督就任したテリー・コリンズは常々「足を使った機動力野球をやりたい」と語っていたが、コリンズ在任中にフロントが獲得したのはアレックス・カブレラ、古木克明、濱中治など、機動力野球とはほど遠い長距離打者ばかりであった。しかしタフィ・ローズ、カブレラは3番、4番で結果を残し、2008年に9年ぶりのAクラス入り（2位）に貢献した。
2007年オフに福岡ソフトバンクホークスと二重契約が報じられたジェレミー・パウエルの問題について、中村はパシフィック・リーグ会長の小池唯夫と会談し、「事実上の出場停止処分を3か月から1年間に延長すれば、ソフトバンクとの契約を優先する」という勧告を受け入れる妥協案を受け入れる事を表明した。
球団本部長在任中は、背番号を決める権限を持っており、清原が着けていた「5」とイチローが着けていた「51」を功績を讃えて欠番にする等のこだわりを持っていた。
2009年はローズ、カブレラ、後藤、グレッグ・ラロッカといった主力選手の怪我の多発や、投手陣では前年に新人王を獲得した小松聖や加藤大輔などの不振が原因で再びチームが低迷し、最終的に最下位に沈んだため、その責任を負う形でシーズンの終了を待たずに、同年9月30日をもって球団本部長を退任した（事実上の解任）。
なお、この時期は、濱中、吉野誠、金澤健人、ライアン・ボーグルソンなど元阪神の選手を獲得することが多かった。また、阪神監督時代同様に放出選手の移籍先での活躍が目立った。2006年オフにトレードで巨人に放出した谷はセ・リーグ3位の高打率を残し、5年ぶりの巨人優勝に大きく貢献した（2014年に復帰）ほか、ロッテに放出した早川大輔は自身初の規定打席に到達し、不動の2番打者として大活躍した。2007年オフには濱中獲得のためにトレードで平野を阪神へ放出したが、平野は翌年カムバック賞を受賞、2010年にはリーグ2位の高打率.350を記録し、ベストナインとゴールデングラブ賞を受賞するなど大活躍した（のちに復帰）。
この期間にオリックスはドラフト会議で四国・九州アイランドリーグから梶本達哉（2007年育成1位）と西川雅人（2008年5位）を指名し、いずれも入団している。

### 阪神GM
中村が就任する際のインターネット調査において、チームが「まったく強くならない」と答えたユーザーの数は73.3％にのぼった。作家の山田隆道はファンの反応について、「異常なまでの拒否反応を示している」「多くの阪神ファンにとって中村GMは暗黒時代の象徴的人物に見える」と評している。
GMへの就任直後には、一軍投手コーチとして強力な救援陣を確立した後に、2009年から二軍投手コーチに転じていた中西清起を一軍担当へ復帰するよう要請。「（高校から直接入団した）秋山拓巳・岩本輝・歳内宏明を二軍で一人前の投手に育てたい」という理由で要請を固辞する中西に対して、「お前を一軍に戻すことが、（ゼネラルマネジャーとしての）俺の初仕事だ。断るならタイガースを辞めろ」と言い放った。結局、中西はこの要請を受けて、2013年から2015年まで一軍投手コーチを再び務めている。
その一方で、2012年のシーズン終了後には、NPB他球団の出身でメジャーリーグのプレーも経験した西岡剛・福留孝介を獲得。翌2013年には、西岡は1番打者として活躍を見せたものの、福留は故障続きで年間通して試合に出場できなかった。また、前年不振だったクレイグ・ブラゼルを解雇し、その後釜としてブルックス・コンラッドを獲得したが、本塁打・打点共に0のまま1年で退団した。一方、ブラゼルはシーズン途中にロッテが獲得し、62試合で11本塁打を放つ活躍を見せた。阪神は優勝した巨人に12.5ゲーム差を付けられたが、福留は翌2014年に故障や不振から脱出。2015年には、レギュラー右翼手や4番打者として、攻守にわたってチームを支えた。
2013年のシーズン終了後には、クローザー候補として韓国プロ野球・三星ライオンズから呉昇桓、4番候補としてマウロ・ゴメスを獲得。その影響で、先発陣の一角を担っていたジェイソン・スタンリッジに自由契約を通告した。翌2014年には、呉がセーブ王、ゴメスが打点王のタイトルを獲得。GM就任前の2010年から在籍していたマット・マートンが首位打者、ランディ・メッセンジャーが最多勝利と最多奪三振のタイトルを獲得するなど、在籍する外国人全4選手がタイトルホルダーになった。なお、スタンリッジは福岡ソフトバンクホークスへの復帰後も、先発投手として活躍。2015年には、呉がNPB外国人投手のシーズン最多セーブ記録（41セーブ）を達成するとともに、2年連続のセーブ王に輝いた。

## NPBドラフト会議でのくじ運
阪神の一軍監督時代には、1989年の1巡目で野茂英雄、1990年の1巡目で小池秀郎（いずれも7球団と指名が重複）、1992年の1巡目で松井秀喜（3球団と指名が重複）への独占交渉権を抽選を逃している。1991年の4巡目でも三井浩二（当時は北海道足寄高等学校3年生）への独占交渉権を抽選で福岡ダイエーホークスにさらわれたが、再指名によって獲得した桧山進次郎は、4番打者や代打の切り札として阪神一筋で活躍した。
オリックスGM時代の2005年に臨んだ高校生ドラフト会議1巡目では、巨人との指名重複によって辻内崇伸への独占交渉権を抽選で確定させる際に、外れクジを当たりクジと勘違いしてしまった。この年の抽選に使用されたクジには、当たりクジにも外れクジにもNPBの認印が押されていたため、陽仲壽への指名重複による抽選でもソフトバンクの王貞治監督も中村と同様の勘違いを犯した。この結果、翌2006年以降のドラフト会議では、クジのデザインが刷新された。ちなみに、抽選で独占交渉権を得た巨人へ入団した辻内は、一軍公式戦へ登板できないまま2013年に引退。中村が再指名を経てオリックスへ入団させたT-岡田は、2010年にパ・リーグ本塁打王のタイトルを獲得したほか、中村の急逝後も2024年限りで引退するまでオリックス一筋で現役生活を続けた。
阪神のGMに就任した直後の2012年ドラフト会議には、当時監督だった和田豊などと共に同席。阪神・オリックス・千葉ロッテマリーンズ・東京ヤクルトスワローズの間で藤浪晋太郎への指名が重複したドラフト1巡目の抽選では、和田が当たりクジを引いたことで阪神の独占交渉権が確定した。この会議後に阪神へ入団した藤浪は、抽選へ参加しなかった中村について、中村の急逝直後に「（和田が当たりクジを引いた瞬間、抽選箱の）後ろのテーブルでガッツポーズを見せて下さったことが印象に残っているほど、自分の入団を喜んで下さった」と述懐している。

## 人物

### 野球
誠実な性格で、冷静な判断力を持つ人物だと言われている。選手時代の寮生活でも、真面目な優等生として評価が高かったという。阪神では監督・GMとして2位、オリックスでもGMとして2位を達成している一方で、チームが成績不振の時期には「負広」と揶揄されることもあった。
富裕層出身、早大出身のバイプレーヤー、二軍監督からのたたき上げなどといったイメージが手伝ってか、「実話」「真相」などと題し人間関係を憶測するような雑誌では「典型的なイエスマン」扱いされることが多かったようである。一例をあげると、宝島社『別冊宝島 プロ野球<ウラ読み>読本』（1998年）のp.207には、「久万が彼（中村）には調整能力があると評価した。これは球団とマスコミとの間に軋轢を起こさなかったことを指すという」などといった記述がある。
作家の山田隆道は「多くの阪神ファンにとって、中村GMは暗黒時代の象徴的人物に見える」「ドラフトや補強で当たり外れが多い」ものの、「他の監督が最下位、たまに5位だったことを考えれば、はるかにマシな監督である」「阪神時代・オリックス時代ともに課題の世代交替も促進している」と評し、異常なまでの拒否反応の原因としては「6年という長期政権だった」「かえって諦めの境地に至れなかった」「他の監督が大選手なので、ファンもマスコミも批判しづらい」ことなどをあげている。「一番怖いのは批判の矛先がGMと監督に集中すること」としながらも、自らも「阪神ファンとしての自分の正直な本音を言えば、縁起の悪い人がトップにいることに不安を感じる」と語っている。
契約金ゼロ枠の否定など、シビアな野球観を持っている。関西独立リーグの神戸9クルーズに所属していた吉田えりについて、2009年のリーグ開幕戦で登板した際に「万が一のことを考えると怖いし、バッターもやりにくい。話題をつくる狙いは分からないではないが、いかがなものか」と述べた。
阪神GMへの就任直前までMBSラジオの野球解説者を務めていた縁で、GMへの就任後も、『亀山つとむのかめ友 Sports Man Day』（監督時代の教え子・解説者時代の同僚であった亀山つとむがパーソナリティを務める同局のスポーツ情報番組）での独占取材を通じてGMの立場から定期的にコメントを発表していた。

### 私人として
実家は裕福な網元で、当時の河西俊雄スカウトが指名挨拶に向かおうとした際に、駅で外車で出迎えをされたという。
プロ野球選手の中村亮太（中村の兄弟の孫）、タレントの小倉優子は遠戚にあたる（祖父同士が従兄弟）。対面したのは2009年6月が初めてであり、普段はあまり交流がなかった。また、元プロサッカー選手の関隆倫も遠縁の親戚（小倉のいとこ）。自身の葬儀や「お別れの会」で喪主を務めた長男は、大阪大学医学部を卒業後、現在大阪大学循環器内科学特任助教を務めている。
好物はシュークリームで、インタビューでも認めていた。酒や仁丹も好んでいて、阪神の監督時代には、仁丹の広告に起用されていた。
阪神のGMに就任してからは、飲酒でストレスを発散しつつも、寝つきが悪くなったことから睡眠薬を常用。降圧剤も服用しながら、球団で初めてのGM職の重責を担っていた。

## 詳細情報

### 年度別打撃成績
| 年 度      | 球 団      | 試 合 | 打 席 | 打 数 | 得 点 | 安 打 | 二 塁 打 | 三 塁 打 | 本 塁 打 | 塁 打 | 打 点 | 盗 塁 | 盗 塁 死 | 犠 打 | 犠 飛 | 四 球 | 敬 遠 | 死 球 | 三 振 | 併 殺 打 | 打 率 | 出 塁 率 | 長 打 率 | O P S |
| ---------- | ---------- | ----- | ----- | ----- | ----- | ----- | -------- | -------- | -------- | ----- | ----- | ----- | -------- | ----- | ----- | ----- | ----- | ----- | ----- | -------- | ----- | -------- | -------- | ----- |
| 1972       | 阪神       | 81    | 209   | 177   | 17    | 31    | 6        | 0        | 3        | 46    | 9     | 4     | 3        | 8     | 0     | 24    | 0     | 0     | 37    | 5        | .175  | .274     | .260     | .534  |
| 1973       | 阪神       | 74    | 200   | 162   | 18    | 33    | 7        | 1        | 2        | 48    | 9     | 3     | 3        | 7     | 0     | 30    | 0     | 1     | 39    | 3        | .204  | .332     | .296     | .628  |
| 1974       | 阪神       | 112   | 362   | 307   | 41    | 71    | 11       | 3        | 11       | 121   | 34    | 8     | 3        | 4     | 1     | 47    | 3     | 3     | 65    | 1        | .231  | .338     | .394     | .732  |
| 1975       | 阪神       | 130   | 577   | 475   | 79    | 133   | 19       | 2        | 16       | 204   | 43    | 12    | 8        | 8     | 0     | 91    | 1     | 3     | 72    | 3        | .280  | .399     | .429     | .828  |
| 1976       | 阪神       | 128   | 558   | 469   | 85    | 123   | 28       | 5        | 13       | 200   | 35    | 17    | 7        | 11    | 1     | 74    | 0     | 3     | 83    | 7        | .262  | .366     | .426     | .792  |
| 1977       | 阪神       | 119   | 468   | 388   | 65    | 94    | 15       | 2        | 12       | 149   | 27    | 15    | 7        | 13    | 2     | 59    | 0     | 6     | 67    | 9        | .242  | .349     | .384     | .733  |
| 1978       | 阪神       | 103   | 384   | 320   | 53    | 80    | 13       | 0        | 11       | 126   | 30    | 15    | 6        | 5     | 3     | 54    | 1     | 2     | 48    | 3        | .250  | .359     | .394     | .753  |
| 1979       | 阪神       | 61    | 218   | 189   | 18    | 53    | 10       | 0        | 5        | 78    | 21    | 0     | 1        | 6     | 4     | 19    | 1     | 0     | 19    | 2        | .280  | .340     | .413     | .752  |
| 1980       | 阪神       | 71    | 126   | 108   | 9     | 25    | 6        | 1        | 3        | 42    | 9     | 0     | 1        | 1     | 0     | 17    | 2     | 0     | 17    | 4        | .231  | .336     | .389     | .725  |
| 1981       | 阪神       | 30    | 18    | 15    | 0     | 1     | 0        | 0        | 0        | 1     | 1     | 0     | 0        | 1     | 1     | 1     | 0     | 0     | 4     | 1        | .067  | .118     | .067     | .184  |
| 1982       | 阪神       | 30    | 28    | 25    | 1     | 4     | 0        | 0        | 0        | 4     | 1     | 0     | 0        | 0     | 0     | 3     | 0     | 0     | 5     | 0        | .160  | .250     | .160     | .410  |
| 通算：11年 | 通算：11年 | 939   | 3148  | 2635  | 386   | 648   | 115      | 14       | 76       | 1019  | 219   | 74    | 39       | 64    | 12    | 419   | 8     | 18    | 456   | 38       | .246  | .352     | .387     | .739  |

- 各年度の太字はリーグ最高

### 年度別監督成績
| 1990年    | 阪神       | 6位       | 130 | 52  | 78  | 0 | .400 | 36.0                   | 135                    | .252                   | 4.58                   | 41歳                   |                        |                        |
| 1991年    | 阪神       | 6位       | 130 | 48  | 82  | 0 | .369 | 26.0                   | 111                    | .237                   | 4.37                   | 42歳                   |                        |                        |
| 1992年    | 阪神       | 2位       | 132 | 67  | 63  | 2 | .515 | 2.0                    | 86                     | .250                   | 2.90                   | 43歳                   |                        |                        |
| 1993年    | 阪神       | 4位       | 132 | 63  | 67  | 2 | .485 | 17.0                   | 86                     | .253                   | 3.88                   | 44歳                   |                        |                        |
| 1994年    | 阪神       | 4位       | 130 | 62  | 68  | 0 | .477 | 8.0                    | 92                     | .256                   | 3.43                   | 45歳                   |                        |                        |
| 1995年    | 阪神       | 6位       | 130 | 46  | 84  | 0 | .354 | 36.0                   | 88                     | .244                   | 3.83                   | 46歳                   |                        |                        |
| 2006年    | オリックス | 5位       | 136 | 52  | 81  | 3 | .391 | 28.5                   | 106                    | .253                   | 3.84                   | 57歳                   |                        |                        |
| 通算：7年 | 通算：7年  | 通算：7年 | 867 | 373 | 487 | 7 | .434 | Aクラス1回、Bクラス6回 | Aクラス1回、Bクラス6回 | Aクラス1回、Bクラス6回 | Aクラス1回、Bクラス6回 | Aクラス1回、Bクラス6回 | Aクラス1回、Bクラス6回 | Aクラス1回、Bクラス6回 |

- 1990年から1996年までは130試合制
- 2004年から136試合制
- 1995年はシーズン途中から休養。以降の監督代行は藤田平
- 通算成績は、休養した53試合を含めない

### 表彰
- 九十九里町町民栄誉賞 （1989年12月4日）[注釈 4]

### 記録
初記録
- 初出場・初先発出場：1972年4月9日、対中日ドラゴンズ1回戦（中日スタヂアム）、1番・二塁手として先発出場
- 初安打：同上、8回表に水谷寿伸から左前安打
- 初打点：1972年4月19日、対ヤクルトアトムズ2回戦（明治神宮野球場）、4回表に渡辺孝博から適時打
- 初本塁打：1972年4月27日、対中日ドラゴンズ4回戦（阪神甲子園球場）、4回裏に水谷寿伸からソロ
- 初盗塁：同上、8回裏に二盗（投手：三沢淳、捕手：木俣達彦）

その他の記録
- オールスターゲーム出場：3回 （1972年、1975年、1977年）

### 背番号
- 14 （1972年 - 1982年）
- 70 （1983年 - 1987年）
- 77 （1988年）
- 71 （1990年 - 1995年、2006年）

## 関連情報

### 出演番組
- 侍プロ野球
- MBSタイガースライブ

阪神監督退任後数年間は専属出演。その後オリックス球団本部長時代にゲスト解説という形で数試合担当したことがあったが、2010年から2012年8月まで専属出演に戻っていた。同年9月以降は阪神GM就任に伴い再びゲスト解説としての出演のみとなる。
- マンデータイガースTV

### アニメ作品
「新巨人の星」にて右投手として再起した星飛雄馬の最初の対戦相手として描かれており、星の打者時代には彼が編み出した「スクリュー・スピン・スライディング」の餌食にされるシーンもあった。

### CM
- ファイン化学研究所

ラジオCMに出演していた。